# Добрий вечір тобі, пане господарю
«До́брий ве́чір тобі́, па́не господа́рю» — одна з найвідоміших українських колядок. Разом з різдвяною піснею «Нова радість стала» є яскравим зразком тісного поєднання релігійної і народної колядкової традиції. 

## Виконання
Колядка разом з іншою різдвяною піснею «Во Вифлеємі нині новина» звучала у художньому фільмі режисера Сергія Параджанова «Тіні забутих предків».
Колядку виконують популярні українські співаки і гурти, зокрема Руслана (альбоми «Добрий вечір тобі», 2003, та «Останнє Різдво 90-х», 1999), «Піккардійська терція» (альбом «З Неба до Землі», 2004) та ін.

## Текст

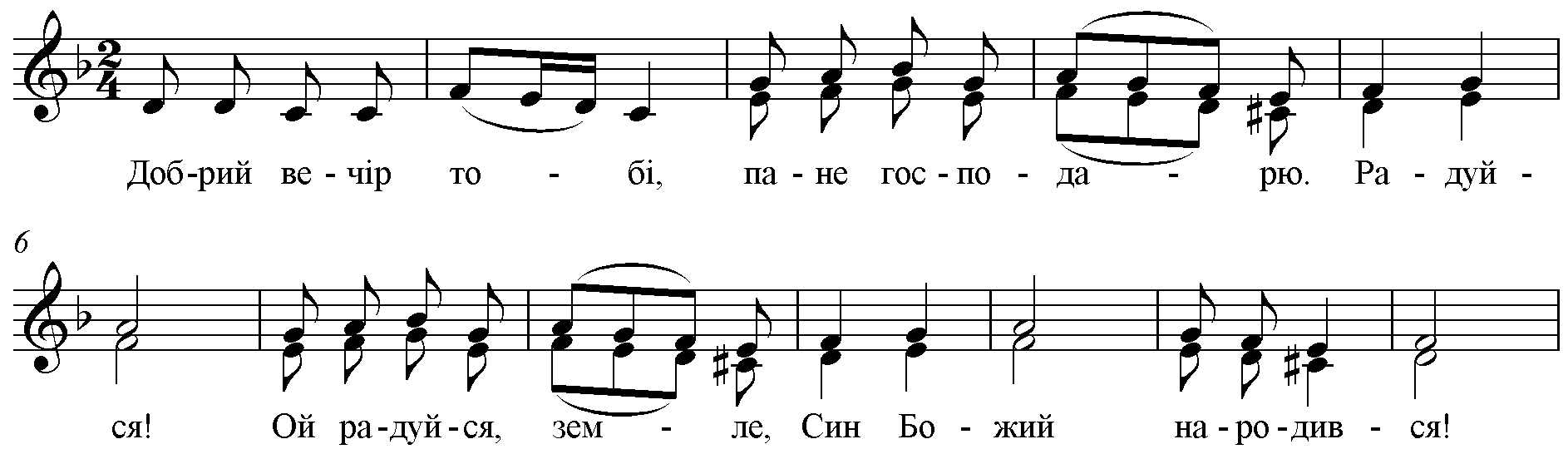

Добрий вечір тобі, пане господарю.
Приспів:
 Радуйся!
 Ой радуйся, земле,
 Син Божий народився!
(Приспів повторюється після кожного рядка.) 
 Застеляйте столи та все килимами,
 Та й кладіть калачі з ярої пшениці.
 Бо прийдуть до тебе три празники в гості:
 А що перший празник – Рождество Христове,*
 А другий вже празник – Святого Василя,
 А третій вже празник – Святе Водохреща.
 А що перший празник зішле тобі втіху,
 А що другий празник зішле тобі щастя,
 А що третій празник зішле всім нам долю,
 Зішле всім нам долю, Україні волю.
- – у джерелі 2 цей рядок подано інакше:

 Ой перший же празник – Рождество Христове.
У ряді регіонів України (Поділля, південна Волинь) третій куплет співають як:
Печіть паляниці з ярої пшениці
А останній звучить так:
А на цьому слові бувайте здорові

## Варіант полтавської колядки
Колядка співається господарю. Має магічно-культовий характер. Трикратне згадування кубків з «зеленим пивом», «червоним вином» і «солодким медочком» — відгомін стародавнього обряду спільної трапези на святвечір.
 В пана Олексія та й на його дворі
Приспів (рефрен звучить у кожній строфі): 
 Рай розвився! Ой, Рай же розвився,
 Христос народився й у цьому дому!
 Стовпи золотіє, престоли святіє.
 А на тих престолах стоять три кубочки.
 Шо в первом кубочку - зеленеє пиво.
 А в другім кубочку - червонеє вино.
 А в третім кубочку - солодкий медочок.
 Зеленоє пиво - хазяїну цьому.
 Червонеє вино - та й хазяйці його.
 Солодкий медочок - для їхніх діточок.
 Ми ж тебе, хазяїн, та й не понижаєм.
 З Божеством Христовим та й поздоровляєм!